# Памела Гірімбабазі
Памела Гірімбабазі (10 січня 1985) — руандійська плавчиня.
Учасниця Олімпійських Ігор 2000, 2004, 2008 років.